# Otomops martiensseni
Otomops martiensseni is een vleermuis uit het geslacht Otomops die voorkomt in Jemen en in Afrika in Ghana en van Djibouti en de Centraal-Afrikaanse Republiek tot Zuid-Afrika. Otomops madagascariensis uit Madagaskar wordt soms als een ondersoort van deze soort beschouwd. De populaties in Zuid-Afrika (icarus Chubb, 1917) en Tanzania (martiensseni sensu stricto) vertegenwoordigen aparte ondersoorten.
O. martiensseni is een grote vleermuis, de grootste van zijn geslacht, met zeer grote oren. De vacht is kort en fijn. De bovenkant van het lichaam is donkerbruin, meestal met een lichte band over de schouders. De onderkant heeft meestal ongeveer dezelfde kleur, maar soms ook lichter. Het dier heeft 30 tanden in de tandformule 1.1.2.32.1.2.3. Vrouwtjes zijn groter dan mannetjes. De kop-romplengte bedraagt voor mannetjes en vrouwtjes respectievelijk 78 tot 93 en 94 tot 103 mm, de staartlengte 35 tot 37 mm en 33 tot 42 mm, de voorarmlengte 52 tot 58 mm en 62 tot 64 mm en het gewicht 22,2 tot 37,2 en 30,1 tot 33,4 g. De echolocatieroep van 10 tot 17 kHz kan door mensen gehoord worden. Het karyotype bedraagt 2n=46, FN=56 of 58.
Net als andere bulvleermuizen eet deze soort naar alle waarschijnlijkheid vooral insecten, die in de lucht worden gevangen. O. martiensseni komt in zeer droge en woeste habitats voor, waar vaak waarschijnlijk niet voldoende voedsel voor de populatie is. Het is goed mogelijk dat deze vleermuis grote afstanden vliegt op zoek naar voedsel. Het dier slaapt bijna altijd in grotten. O. martiensseni vliegt snel en krachtig. De snelheid bedraagt 5 m/s en de vleermuis maakt 9 vleugelslagen per seconde. Na een draagtijd van ongeveer drie maanden wordt een enkel jong geboren, in Kenia meestal in december. De paartijd is ongeveer van oktober tot januari, hoewel er buiten die tijd ook wel drachtige vrouwtjes zijn gevonden. Mannetjes zijn na ongeveer een jaar geslachtsrijp, als ze zo'n 25 g wegen.
Otomops formosus · Otomops johnstonei · Otomops madagascariensis · Otomops martiensseni · Otomops papuensis · Otomops secundus · Wroughtons vrijstaartvleermuis (Otomops wroughtoni)